# HMS Resolution (1771)
HMS Resolution (Корабль Его Величества «Резолюшн») — шлюп Королевского флота Великобритании, флагманский корабль Джеймса Кука, участвовавший во второй и третьей экспедициях в Тихий океан.

## Служба
Будущий корабль Кука заложен и спущен на воду в 1770 году как угольщик Marquis of Granby, в 1771 году куплен Королевским флотом за 4151 фунтов стерлингов и переименован в HMS Drake, однако 25 декабря 1771 года сменил имя на HMS Resolution.
На верфи в Дептфорде корабль оснастили новейшим по тем временам оборудованием: азимутальным компасом Грегори, ледовыми якорями, новейшей опреснительной установкой и другим ценным экспедиционным имуществом. Вооружение корабля состояло из двенадцати лёгких 6-фунтовых пушек и двенадцати пушек на вертлюжном станке.
По первоначальному плану вместе с Куком в экспедиции должен был отправиться учёный-натуралист Джозеф Банкс, участвовавший в первой экспедиции Кука. Для размещения Банкса и его лаборатории Resolution надстроили, потратив на работы 10 080 фунтов. Однако на испытаниях в море выяснилось, что добавленные конструкции размещены слишком высоко и эта перестройка ухудшила остойчивость корабля. По приказу Адмиралтейства надстройки демонтировали. Банкс, узнав об этом, отказался от участия в экспедиции, сославшись на неподобающие условия для работы. Вместо Банкса был приглашён Иоганн Рейнгольд Форстер с сыном Георгом.

### Второе и третье путешествия Кука
21 июня 1772 года Resolution отправился из Ширнесса в Плимут, где его ждал другой корабль второй экспедиции Кука — Adventure. 13 июля корабли покинули английские воды. На борту Resolution находились 112 человек, включая 20 добровольцев, участвовавших в первой экспедиции Кука.

### Дальнейшая служба и гибель
В 1780 году Resolution был переоборудован в вооружённый транспорт и в марте 1781 года отправлен в Ост-Индию. 9 июня 1782 года Resolution был захвачен эскадрой де Сюффрена. После сражения у Негапатама (6 июля 1782 года) корабль был отправлен в Манилу, где должен был пополнить припасы, а также силой завербовать всех имевшихся там моряков. 22 июля корабль отправился в путь и пропал без вести.